# Oxira sinuosa
Oxira sinuosa là một loài bướm đêm trong họ Noctuidae.